# Meillerghp
Meillerghp (Eigenschreibweise MEILLERGHP) war mit über 1300 Mitarbeitern an sechs Standorten ein europäisches Unternehmen für individualisierte Kundenkommunikation, das 2015 durch die Paragon-Gruppe übernommen wurde.

## Geschichte
Das Unternehmen entstand am 11. Januar 2011 aus dem Zusammenschluss von meiller direct und dem Geschäftsfeld Direct Mail der Swiss Post Solutions. Eigentümer ist die irische Paragon-Gruppe. Die rund 500 Mitarbeiter in Deutschland arbeiten an den zwei Standorten Schwandorf (Hauptsitz) und Dettingen unter Teck.
Das Unternehmen bietet Lösungen in den Bereichen Beratung, Produktion und Services vor allem im Bereich Direct-Mail-Produktion und im Kundenbindungsmanagement an. Dazu gehören insbesondere die Produktion von einfach standardisierten bis hin zu vollständig individualisierten Mailings, die Übernahme von Geschäftsprozessen und der Automatisierung von Dialogprozessen für Off- und Online-Mailingkampagnen. Das Produktportfolio beinhaltet vor allem Know-how im Bereich Individualisierung, der als Ziel hat, die Werbewirkung derartiger Mailings bzw. Werbeprodukte zu erhöhen.
Am 13. Juni 2013 hat Meillerghp eine Kooperation mit Buena la Vista interactive bekanntgegeben. In diesem Zusammenhang entwickelt das Unternehmen technische und virtuelle Applikationen, um diese mit der Print-Kommunikation zu verbinden.
Am 7. Februar 2014 beantragte die Geschäftsführung von Meillerghp ein Schutzschirmverfahren – eine Form des Insolvenzverfahrens, das drohende Zahlungsunfähigkeit verhindern soll. In diesem Zusammenhang wurden nach Abschluss eines Insolvenzsozialplans ca. 250 Mitarbeiter entlassen und der Standort Bamberg zum 31. August 2014 vollständig aufgeben. Unter Führung von Ernst & Young begann die Suche nach Investoren.
Im selben Jahr verließen Bernhard Butz (CFO) und Stephan Krauss (CEO) das Unternehmen auf eigenen Wunsch; letzterer wurde durch Michael Steinwidder ersetzt.
2015 wurde das Insolvenzverfahren aufgehoben und die Firma durch die Paragon-Gruppe übernommen. Seit dem 1. Mai 2018 firmiert die Meillerghp GmbH als Paragon Customer Communications Schwandorf GmbH.